# Lineacoelotes bicultratus
Espèce
Synonymes
- Coelotes bicultratus Chen, Zhao & Wang, 1991

Lineacoelotes bicultratus est une espèce d'araignées aranéomorphes de la famille des Agelenidae.

## Distribution
Cette espèce est endémique du Hubei en Chine,. Elle se rencontre dans les monts Wudang.

## Publication originale
- Chen, Zhao & Wang, 1991 : Two new species of spider of the genus Coelotes from Wudang Mountain, China (Araneae: Agelenidae). Journal of Hubei University. Natural Science Edition, vol. 13, p. 9-12.